# Датис
Датис или Датус је био медијски војсковођа у служби ахеменидског цара Дарија Великог.

## Биографија
Датис је предводио персијску војску у бици код Ладе 494. године п. н. е. Перијска војска нанела је одлучан пораз устаницима предвођеним Дионисијем од Фокеје окончавши Јонски устанак. Године 490. п. н. е. учествовао је у Мардонијевом походу на Грчку. Учествовао је у опсади Наксоса и пустошењу Еретрије. Био је један од предводника Персијанаца у бици на Маратонском пољу. Према наводима Ктезија, Датис је погинуо у бици, а према Херодоту је преживео. 